# Lu Jinqing
Lu Jinqing (呂錦清S, Lǚ JǐnqīngP; Canton, 5 dicembre 1962) è un ex cestista cinese.

## Carriera
Ha disputato i Giochi olimpici di Los Angeles 1984, scendendo in campo in 7 occasioni e collezionando 47 punti. Ha preso parte anche ai Mondiali 1982 (7 presenze, 59 punti).